# Alfonso Carvajal
Alfonso Carvajal (Cartagena, Colombia, 4 de octubre de 1958) es un escritor, columnista literario y editor colombiano. Ha publicado los libros de poesía: Un minuto de silencio (1992) y Memoria de la noche. Sus poemas han sido incluidos en Panorama inédito de la poesía colombiana (Procultura, 1986), en Antología  Bilingüe de Poesía Colombiana de la revista parisina "Creacione" y en  Antología de Poesía Colombiana (1931-2005) de la UNAM (Universidad Nacional Autónoma de México).
En narrativa ha publicado El desencanto de la eternidad (1994; segunda edición en 2011. Traducida al italiano por Viviana Rivera como tesis de grado en la Universidad  de Udine) Los poetas malditos, un ensayo libre de culpa (2000),  Hábitos Nocturnos (2008), La sonata del peregrino (2013. Editorial Oveja Negra) y Ruega por nosotros (2015).  Y Los poetas malditos (enlace roto disponible en Internet Archive; véase el historial, la primera versión y la última).: un ensayo libre de culpa (2000). También ha publicado los libros de cuentos "Pequeños crímenes de amor (2010) y "Jardines sin flores y otros relatos"  (2015, Editorial Panamericana).
Con su cuento El ciego obtuvo el segundo lugar en el concurso nacional de cuento de Barrancabermeja de 2005. Es comentarista de libros en las páginas editoriales del periódico El Tiempo y colabora con artículos literarios para la revista Número, Puesto de combate, Arcadia y Orbe. En literatura ha editado libros de Aurelio Arturo, Germán Espinosa, Miguel de Francisco, Rafael Gutiérrez Girardot, entre otros.

## Columnista
Como columnista del diario El Tiempo a lo largo de más de dos décadas, ha publicado diferentes artículos de análisis y opinión sobre temas relacionados con arte, teatro, música, cine y literatura;  entre las más recientes se destacan:
Albalú (18 de septiembre de 2015)
Rodríguez Tosca (20 de noviembre de 2015)
Los Stones (15 de enero de 2016)
La chica danesa (26 de febrero de 2016)
Hamlet: no dejará de ser / Opinión (20 de marzo de 2016)
El poeta Borges (15 de julio de 2016)
La Candelaria (5 de agosto de 2016)
Cuestión de género (21 de octubre de 2016)
¿Y nuestros muertos? (16 de diciembre de 2016)
Cábalas 2017 (30 de diciembre de 2016)
Mujeres  (13 de enero de 2017)
'Cien años' (10 de febrero de 2017)